# Перегріта пара
Перегрі́та па́ра (англ. superheated steam) — пара за температури вищої ніж температура насичення за наявного тиску.
Водяну перегріту пару, що є робочим тілом парових двигунів, отримують у пароперегрівниках котлоагрегата. Різниця між температурою перегрівання і температурою насичення носить назву ступеня перегрівання. Властивості перегрітої пари із зростанням ступеня перегрівання наближаються до властивостей ідеального газу.
Кількість теплоти, що є необхідною для переведення 1 кг сухої насиченої пари у перегріту за постійного тиску, називається теплотою перегрівання.
Чим вищою є температура водяної перегрітої пари, тим вищим є термічний ККД паросилового устаткування. Вважається, що перегрівання пари на 10° дає підвищення ККД паросилової установки на 1%. Конструкційні матеріали — сталі, що зазвичай використовуються у котло- і турбобудуванні, — допускають перегрівання пари до температури 570 °C при тиску до 25 МПа, а окремі установки працюють при температурі перегрітої пари 650 °C і тиску 30 МПа.
Перегріта пара має наступні основні властивості і переваги:
- при однаковому тиску з насиченою парою має значно більшу температуру і теплоємність;
- має більший питомий об'єм в порівнянні з насиченою парою, тобто об'єм 1 кг перегрітої пари при тому ж тиску більший за об'єм 1 кг насиченої пари. Тому в парових машинах для отримання необхідної потужності перегрітої пари за масою потрібно менше, що дає економію у витраті води і палива;
- перегріта пара при охолодженні не конденсується; конденсація при охолодженні настає лише тоді, коли температура перегрітої пари стане нижчою за температуру насиченої пари при даному тиску.